# يوميات بغداد (كتاب)
يوميات بغداد 1975 - 1980 هو كتاب مثير للجدل للكاتبة المصرية صافي ناز كاظم صدر في طبعته الأولى عن دار نشر «أوبن برس» في لندن سنة 1984، وهذا الكتاب عبارة عن مذكرات تتضمن شهادتها حول الفترة العصيبة التي عاصرتها من تاريخ العراق، إذ عاشت صافي ناز كاظم في العراق في الفترة من سبتمبر 1975 إلى سنة 1980 حيث كانت تعمل كمدرسة لمادة المسرحية في قسم اللغة الإنجليزية بكلية آداب المستنصرية.

## محتويات الكتاب
يتكون كتاب «يوميات بغداد» من كراستين:
- الكراسة الأولى: عنوانها «من احتفالات اتفاقية الجزائر إلى الاعتداء على إيران الإسلامية».
- الكراسة الثانية: وعنوانها «حرب صدام على الشعب العراقي».

## وصلات خارجية
مقال عن الكتاب بقلم «زهير كاظم عبود» 